# Kris Verburgh
Kris Verburgh (Wilrijk, 8 maart 1986) is een Belgisch publicist, arts-onderzoeker en auteur. Hij schrijft vooral over kosmologie, de evolutietheorie, neurowetenschap en veroudering. Hij stelde een nieuw vakgebied voor, de "nutrigerontologie", dat de rol van voeding in het verouderingsproces zou moeten bestuderen.

## Biografie
Verburgh groeide op in Puurs. Zijn vader is doctor in de scheikunde, zijn moeder laborante. Van kleins af aan was Verburgh gefascineerd door wetenschap. Op 17-jarige leeftijd schreef hij zijn eerste boek Schitterend!, over het universum en de evolutietheorie. Hierdoor was hij de jongste auteur van een wetenschappelijk boek voor het grote publiek. Hij was als 18-jarige ook de jongste nominee voor de Eurekaprijs.
Op 21-jarige leeftijd publiceerde hij zijn tweede boek Fantastisch!, over evolutie en neurowetenschap. Op 25-jarige leeftijd was hij auteur van drie wetenschapsboeken.
Verburgh studeerde geneeskunde aan de Universiteit Antwerpen en is daar magna cum laude afgestudeerd. Vervolgens was hij als assistent in opleiding verbonden aan de Universiteit. Verburgh schreef opiniestukken voor NRC, de Volkskrant, De Morgen, Gazet van Antwerpen en EOS en trad op in diverse radio- en televisieprogramma’s (Noorderlicht, Dit was het nieuws, Pauw en Witteman). Hij geeft regelmatig lezingen over voeding, gezondheid en wetenschap.
Verburgh is schrijver van De voedselzandloper. In De voedselzandloper benadert Verburgh gezondheid en gewichtsverlies vanuit de biogerontologie (de wetenschap van het verouderingsproces). In het boek schrijft hij tevens dat de Nederlandse 'Schijf van vijf' en de Belgische 'voedingsdriehoek' verouderd zijn en te veel in dienst staan van de voedingsindustrie en landbouwindustrie, gezien de nadruk op graanproducten, vlees en melk.

## Kritiek en ondersteuning
Professor en voedingsdeskundige Luc Van Gaal van de Faculteit Geneeskunde en Gezondheidswetenschappen van de Universiteit Antwerpen nam afstand van het boek, hij noemt het een gevaarlijk boek, omdat Verburgh brood en aardappelen afraadde voor diabetespatiënten en zich negatief uitliet over melkproducten. Internationale dieetrichtlijnen bevelen ook nog altijd dagelijkse consumptie van melk aan. Het ViGEZ, een overheidsinstituut dat de klassieke voedingsdriehoek promoot, heeft zich gedistantieerd van dit boek, en is niet akkoord met de kritieken van Verburgh en andere voedingsexperts betreffende de klassieke voedingsdriehoek. Volgens ex-wetenschapsredacteur Tonie Mudde van de Volkskrant maakt Verburgh "spectaculaire claims die berusten op wetenschappelijk drijfzand". Psychiater en columnist Bram Bakker verdedigde de voedselzandloper in de Volkskrant door te zeggen dat de zandloper mensen doet nadenken over gezonde voeding, en dat dat goed is. Sommige van zijn claims en adviezen zijn voorbarig en onvoldoende onderbouwd, en in strijd met de gangbare visies. In december 2012 werd een persconferentie gehouden waarin zes artsen meldden dat ze achter de ideeën van De Voedselzandloper staan. Ze riepen het ViGEZ op om de klassieke voedingsdriehoek te veranderen, naar bijvoorbeeld het Oostenrijks model, waarbij groente de basis vormen van de voedingsdriehoek in plaats van koolhydraatrijke zetmeelproducten zoals brood, aardappelen of pasta. Volgens professor Walter Willett van de Harvard-universiteit is de voedselzandloper "consistent met de huidige wetenschappelijke literatuur". Verburgh’s bevindingen werden gepubliceerd in het internationale wetenschappelijke tijdschrift Aging Cell.
De Vlaamse tv-kok Piet Huysentruyt stelde in 2012 dat hij dankzij De Voedselzandloper zijn diabetes had gestabiliseerd en 17 kilo was afgevallen, en vertelde dat hij werkte aan een kookprogramma rond het boek.
Omwille van zijn boek De Voedselzandloper werd Kris Verburgh verkozen tot een van De Belangrijkste Belgen van 2012. De voedselzandloper werd tevens genomineerd voor 'Boek van het jaar'.
Na publicatie van De voedselzandloper werd Verburgh lid van de deelnemersraad van ‘Voeding leeft’, een stichting die het bewustzijn over voeding en de invloed die voeding op ons leven heeft vergroten.
Wim Köhler uit een aantal punten van kritiek op Verburgh's boek Veroudering vertragen: Het langer jong-plan. Zo stelt Verburgh dat zaad- en eicellen het eeuwige leven hebben. Köhler spreekt dat tegen. Ook stelt Verburgh dat kankercellen het eeuwige leven hebben. Voor eeuwig leven van de mens is het nodig dat cellen in een organisme samenwerken, en kankercellen onttrekken zich daaraan. Verburgh stelt dat de calorische waarde van voedingsstoffen door onderzoekers worden bepaald door voedingsstoffen te verbranden. Calorieverlies tijdens de stofwisseling ten opzichte van de verbrandingswaarde wordt al decennia gecorrigeerd volgens Köhler.
Verburgh reageerde in een open brief dat Köhler argumenten aanhaalt die zo niet in zijn boek staan of in de wetenschappelijke artikelen waarnaar Köhler refereert. Verburgh schrijft in zijn boek dat eicellen ook delen en dus niet als individuele cellen eeuwig blijven bestaan. Eicellen kunnen zich wel continu blijven verjongen, zodat baby’s jong geboren worden, aldus Verburgh.
De correctie om het aantal calorieën in voeding te berekenen, is volgens Verburgh onvoldoende, omdat ze geen rekening houdt met allerlei factoren zoals de lengte van de darm, het darmimmuunsysteem, effecten van voeding op het DNA, het epigenoom en het metabolisme. Professor Hanno Pijl, endocrinoloog verbonden aan het Leids Universitair Medisch Centrum, schrijft dat Veroudering vertragen een briljant en belangrijk boek is. Volgens Rosanne Hertzberger loopt Verburgh er weliswaar de wetenschappelijke kantjes vanaf, maar is de consument desalniettemin gebaat bij zijn gedachtegoed.

## Boeken
- Schitterend! : Over het universum (Houtekiet, 2003) (genomineerd voor de Eurekaprijs)
- Fantastisch! : Over het universum in ons hoofd (Houtekiet, 2007) (genomineerd voor de ABN AMRO Bank Prijs)
- De voedselzandloper : over afvallen en langer jong blijven (Uitgeverij Bert Bakker, 2012) (genomineerd voor de NS Publieksprijs 2013)
- Het voedselzandloper kookboek - samen met Pauline Weuring (2013)
- Veroudering vertragen: het langer jong plan (Uitgeverij Bert Bakker, 2015)